# Utricularia geminiscapa
Utricularia geminiscapa är en tätörtsväxtart som beskrevs av Benj.. Utricularia geminiscapa ingår i släktet bläddror, och familjen tätörtsväxter. Inga underarter finns listade i Catalogue of Life.